# 遠程過程調用
分布式计算中，遠端程序呼叫（英語：Remote Procedure Call，RPC）是一个计算机通信协议。该协议允许运行于一台计算机的程序调用另一个地址空间（通常为一个开放网络的一台计算机）的子程序，而程序员就像调用本地程序一样，无需额外地为这个交互作用编程（无需关注细节）。RPC是一种服务器-客户端（Client/Server）模式，经典实现是一个通过发送请求-接受回应进行信息交互的系统。
如果涉及的软件采用面向对象编程，那么远程过程调用亦可称作遠端呼叫或遠端方法呼叫，例：Java RMI。
RPC是一种进程间通信的模式，程序分布在不同的地址空间里。如果在同一主机里，RPC可以通过不同的虚拟地址空间（即便使用相同的物理地址）进行通讯，而在不同的主机间，则通过不同的物理地址进行交互。许多技术（通常是不兼容）都是基于这种概念而实现的。

## 历史起源
有关RPC的想法至少可以追溯到1976年以“信使报”（Courier）的名义使用。RPC首次在UNIX平台上普及的执行工具程序是SUN公司的RPC（现在叫ONC RPC）。它被用作SUN的NFC的主要部件。ONC RPC今天仍在服务器上被广泛使用。
另一个早期UNIX平台的工具是“阿波罗”计算机网络计算系统（NCS），它很快就用做OSF的分布计算环境（DCE）中的DCE/RPC的基础，并补充了DCOM。

## 信息传递
远程过程调用是一个分布式计算的客户端-服务器（Client/Server）的例子，它简单而又广受欢迎。远程过程调用总是由客户端对服务器发出一个执行若干过程请求，并用客户端提供的参数。执行结果将返回给客户端。由于存在各式各样的变体和细节差异，对应地衍生了各式远程过程调用协议，而且它们并不互相兼容。

### 流程
1. 客户端调用客户端stub（client stub）。这个调用是在本地，并将调用参数push到栈（stack）中。
2. 客户端stub（client stub）将这些参数包装，并通过系统调用发送到服务端机器。打包的过程叫 marshalling。（常见方式：XML、JSON、二进制编码）
3. 客户端本地操作系统发送信息至服务器。（可通过自定义TCP协议或HTTP传输）
4. 服务器系统将信息传送至服务端stub（server stub）。
5. 服务端stub（server stub）解析信息。该过程叫 unmarshalling。
6. 服务端stub（server stub）调用程序，并通过类似的方式返回给客户端。

## 標準化的溝通機制
为了允许不同的客户端均能访问服务器，许多标准化的 RPC 系统应运而生了。其中大部分采用接口描述语言（Interface Description Language，IDL），方便跨平台的远程过程调用。